# Rio Truçu
Rio Truçu är ett periodiskt vattendrag i Brasilien.   Det ligger i delstaten Ceará, i den östra delen av landet, 1 400 km nordost om huvudstaden Brasília.
Omgivningarna runt Rio Truçu är huvudsakligen savann. Runt Rio Truçu är det ganska tätbefolkat, med 239 invånare per kvadratkilometer.